# Noia verso le lingue straniere
La noia verso le lingue straniere è un'emozione negativa e stato psicologico negativo che consiste nella mancanza di stimoli nello studio di una lingua straniera. In alternativa, si può definire come uno stato affettivo e esperienza psicologica per cui un discente non si sente coinvolto nelle attività di apprendimento linguistico.
Il fenomeno ha una grande incidenza in contesto scolastico siccome è uno dei fattori che a diminuire la performance nello studio e nella produzione di output linguistico insieme a altri fattori psicologici indispensabili per il successo linguistico come l'autostima, un buon rapporto studente-docente, la motivazione e l'assenza di ansia verso le lingue straniere. A causa del calo di performance, la noia verso le lingue straniere diminuisce il successo scolastico del discente fino ad arrivare, nei casi estremi, a comportamenti devianti e all'abbandono scolastico. Inoltre, è una forma di noia specifica siccome non è una tendenza/predisposizione generale e stabile all'apatia di un discente, ma è rivolta specificatamente alle lingue straniere; il docente, nel momento in cui riconosce la noia nei discenti, potrebbe commettere l'errore di attribuire questo atteggiamento a caratteristiche psicologiche generalizzate e stabili del discente come la pigrizia o la depressione, per cui non affronta in modo serio il tema con i discenti.
La noia verso le lingue straniere è stata meno studiata dell'ansia verso le lingue straniere nonostante i due fenomeni appaiono interrelati in quanto a volte si accompagnano; in altre parole, i due fenomeni mostrano una correlazione positiva e si uniscono in un circolo vizioso. Tuttavia, la relazione tra ansia e noia in contesto di apprendimento scolastico delle lingue straniere non è completamente chiara. Inoltre, esiste una vasta ricerca sulla noia come emozione negativa generica e svincolata da ogni contesto specifico, dunque la ricerca sulla noia verso le lingue straniere come forma specifica di noia al 2023 è stata descritta come più limitata. Infine, la noia è un'emozione negativa pervasiva nel mondo scolastico, ma in ogni caso la noia verso le lingue seconde (L2) è comunque stata oggetto di pochi studi.
La noia verso le lingue straniere, nella letteratura scientifica, è nota come "Foreign Language Boredom" (FLB); il nome riprende quello della "Foreign Language Anxiety" (FLA). La FLB e la FLA si contrappongono all'apprezzamento delle lingue straniere (Foreign Language Enjoyment, FLE).
Uno dei primissimi studi sulla FLB è stata la tesi di dottorato di Chapman scritta all'Università del Wisconsin-Madison, "Boredom in the German Foreign Language Classroom", in cui venivano intervistati 57 studenti universitari e studenti di lingua tedesca più tre insegnanti di lingue straniere. I questionari, dotati di scala di Likert, erano affiancati a osservazioni sul campo, cioè in classe. Lo studio di Chapman ha rivelato che la noia degli studenti era innescata dalla loro attitudine verso il docente e che questo indicatore aveva un valore predittivo più alto rispetto al tipo di attività svolto in classe.

## Cause
Le cause della FLB, alla pari della FLA, si dividono in cause endogene/interne e cause esogene/esterne. Le prime dipendono dal discente, mentre le seconde sono da ricercare nell'ambiente scolastico in cui si trova. Le cause/fattori che causano la FLB sono anche raggruppabili in 3 macro-gruppi: legate al docente, legate alle attività in classe e legate agli studenti.
Le tipiche cause sono:
- mancanza di motivazione e di scopo[1] per vari motivi, incluso il fatto che la lingua straniera è presente obbligatoriamente in un piano studi[10]
- ansia verso le lingue straniere (FLA),[1] che è una forma di ansia specifica e non un disturbo d'ansia generalizzato
- task e/o compiti troppo difficili da svolgere rispetto al proprio livello linguistico,[1][2][10] per cui passa la voglia di farli.[11] Una causa analoga è il fatto che il docente sia eccessivamente esigente[10]
- task e/o compiti troppo facili da svolgere[2][11] o letture troppo semplici rispetto al proprio livello linguistico[2] per cui non solo si innesca noia, ma il discente può sentire la sensazione di non avanzare nel proprio percorso di apprendimento o acquisizione linguistica da un sotto-periodo di studio all'altro[11]
- attività in classe ritenute non interessanti[1] per esempio perché ripetitive in sé/sempre uguali[2][10][12] per cui le lezioni diventano scontate, routinarie, prevedibili e senza elementi di novità,[6][11][12] perché gli esercizi e/o letture sono tra loro simili e dunque ripetitive,[2][10] perché ogni settimana si fa sempre e solo lo stesso tipo di esercizio,[2] perché durano troppo a lungo,[11] perché sono poco coerenti/utili[2][6] (ad esempio, in un'intervista, uno studente universitario ha affermato che durante le ore da spendere in esercitazione sulla conversazione in inglese si vedevano film in inglese invece di conversare. Nello stesso studio, un altro studente si è lamentato che l'insegnante assegnava ogni settimana dei riassunti da scrivere in inglese che però non controllava mai, per cui gli studenti rimanevano senza il feedback che desideravano).[2] Alcuni studenti universitari, sempre nello stesso studio, hanno raccontato che le attività noiose erano ancora in parte noiose pure se erano lavori di gruppo e non individuali.[2] In uno studio di Kruk, Shirvan et al. (2022), gli studenti hanno indicato come noiose le attività di lettura silenziosa e di memorizzazione in classe, rispetto a attività più attive e coinvolgenti come parlare in classe o fare task cooperativi[6]
- contenuti delle lezioni ritenuti non interessanti per esempio perché considerati distanti dalla vita reale e dunque non spendibili e inutili.[1][10] Anche un esercizio di produzione orale di una storia "irreale" (unreal) viene considerato noioso[4]
- scarse abilità linguistiche e fluenza del discente, per cui la comprensione della lingua straniera in classe è più difficile quando parla il docente[1] o quando i compagni effettuano una presentazione[11]
- topic di lingua straniera trattati troppo a lungo[11]
- utilizzo sempre degli stessi materiali e supporti per svolgere la lezione (e.g., usare sempre e solo slide PowerPoint)[11]
- quantità di compiti oggettivamente eccessiva[11]
- la noia comunicata dagli atteggiamenti del docente che comunicano piattezza o demotivazione[10][11][12] o che portano a perdite di tempo (e.g., perdere troppo tempo a fare commenti irrilevanti rispetto al contenuto della lezione o perdere troppo tempo a spiegare come svolgere un breve esercizio).[4][11] In particolare, il tono di voce monotono del docente e può provocare noia.[10] Anche una parlata veramente lenta del docente porta alla noia[4] perlomeno quando questa scelta non è giustificata dal livello di competenze di ascolto basso dei discenti. Infine, un atteggiamento genericamente definito "non amichevole" da parte del docente può causare noia[6]
- scarsa interazione del docente con i discenti,[1] per cui durante la lezione parla per gran parte del tempo solo il docente,[12] senza per esempio fare domande ai discenti che dunque restano passivi;[4] un discente potrebbe perfino avere il desiderio di parlare e esprimere una sua opinione, ma uno stile didattico in cui manca l'interazione non dà voce al discente, per cui può sentire noia.[6]
- un ritmo eccessivamente lento delle spiegazioni da parte del docente[6]
- strategie di correzione inefficaci. Per esempio, quando il docente interrompe in continuazione il discente con correzioni che a loro volta consumano ulteriore tempo, il discente può annoiarsi.[6] In alternativa, i feedback del docente sono insufficienti e superficiali per cui il danno non è creato dal consumo di tempo, ma dalla superficialità: ad esempio, in uno studio di Kruk, Shirvan et al. (2022), un discente si è lamentato che, quando chiedeva spiegazioni al docente intorno a dei dubbi sul lessico, il docente si limitava a dirgli di controllare nel dizionario o in un'enciclopedia online. Pertanto, il discente sperava che la lezione finisse il prima possibile[6]
- mancanza totale di feedback da parte del docente a seguito della conclusione di un task, per cui in particolare gli errori eventuali non vengono individuati e/o corretti.[6] In tal caso, la strategia correttiva del docente manca del tutto e il discente non ha piena cognizione del proprio avanzamento/successo nell'apprendimento linguistico
- un modo di assegnare le valutazioni da parte del docente che abbatte l'auto-soddisfazione dei discenti (self-satisfaction)[6]
- la mancanza di cooperazione tra discenti all'interno di un lavoro di gruppo, per cui per esempio i discenti non parlano e non si coordinano tra loro[4]
- una discussione su un topic in cui i parlanti intervengono con un atteggiamento annoiato[4]
- qualora un corso di lingua abbia più insegnanti che lo svolgono, il fatto che gli insegnanti svolgono entrambi gli stessi tipi di esercizi[2] invece che diversificare e/o specializzarsi (e.g., un docente si occupa della produzione orale e lettura e l'altro della produzione scritta)
- il fatto che una lezione di lingua straniera sia in un giorno o in un periodo particolare per gli studenti, come il venerdì, la sera o il periodo in cui si avvicinano gli esami universitari.[10] Una causa analoga è la stanchezza del discente a monte della lezione di lingua straniera[10] e il fatto che la lezione è al mattino presto o al pomeriggio tardi.[4]

In uno studio di Kruk, Zawodniak e Pawlak (2020b), gli studenti di due classi di lingua inglese sono state osservate; le due classi avevano la peculiarità di avere lo stesso identico programma da svolgere. Gli studiosi hanno osservato come i livelli di FLB fossero presenti in entrambe le classi ma con una diversa intensità: per quanto i programmi fossero uno la copia esatta dell'altra, nella classe con il maggiore livello di FLB le attività di apprendimento erano meno interattive, per cui il docente parlava di meno con i discenti o per cui i discenti non facevano esercitazioni di produzione orale in coppia. Il tempo era infatti dedicato maggiormente allo studio passivo di regole di grammatica e alle letture. Gli studenti erano dunque più passivi e meramente recettivi invece che attivi e produttivi.

### La FLB e lo studio della grammatica
Riguardo all'attività specifica di insegnamento delle regole di grammatica, secondo una ricerca di Jean e Simard (2011) svolta su un gruppo di apprendenti di inglese e francese della scuola superiore, i discenti sono convinti che l'apprendimento di regole astratte per raggiungere l'accuratezza nella produzione di output linguistico (parlare e scrivere) sia importante e necessaria alla stregua della correzione degli errori e dunque di feedback correttivi almeno nel momento in cui ciò che viene detto o scritto è incomprensibile. Il desiderio di accuratezza era maggiore nei discenti più anziani. Inoltre, i discenti erano in gran parte motivati a raggiungere la fluenza simile a quella di un nativo, dunque a un livello grossomodo C2 secondo il Quadro di Riferimento Europeo (CEFR), e ritenevano in maggioranza che fare esercizi di grammatica di stampo tradizionale, meccanico e strutturale fosse importante.
Tuttavia, l'attività di studiare la grammatica veniva definita noiosa. Circa metà degli studenti di lingua francese e 1/3 degli studenti di lingua inglese infatti ha mostrato segni di disprezzo parziale o totale verso l'attività di studiare la grammatica; il disprezzo era più alto nel gruppo di francese in quanto lo studio della grammatica era basato su esercizi di stampo tradizionale. Quando è stato chiesto di associare una parola a "grammatica", gran parte delle parole associate erano neutre o negative; le parole negative più usate erano "noiosa, difficile, inutile" ("boring, difficult, useless"). Inoltre, gli esercizi di grammatica sono stati definiti da oltre 2/3 degli studenti come "abbastanza interessanti" o "inutili". Le risposte erano largamente identiche da un gender all'altro. Lo studio ha comunque limitazioni nel numero di studenti coinvolti e in eventuali bias nella risposta (e.g., risposte non sincere riguardo all'utilità della grammatica). In sintesi, da questa situazione contraddittoria gli autori hanno concluso che i discenti coinvolti nello studio danno valore alla grammatica, cosa diversa dall'apprezzarla effettivamente, per cui gli autori hanno indicato lo studio della grammatica come "un male necessario" secondo il pensiero dei discenti.

### La FLB lungo il tempo
Secondo una serie di interviste con studenti universitari discusse in una ricerca di Kruk e Zawodniak (2018), i soggetti intervistati provavano noia verso le lezioni in classe di inglese, ma provavano meno noia durante lo studio individuale in casa. Infatti in casa decidevano autonomamente cosa studiare in base ai propri interessi e nel modo che più si accordava in base ai loro gusti personali e bisogni concreti; questa possibilità non era data in classe. Inoltre, gli studenti hanno rilevato che il momento più noioso della lezione era la conclusione, quando l'insegnante assegnava delle attività per riempire il tempo rimanente o semplicemente aspettava senza fare niente; un solo studente ha raccontato di sentirsi annoiato solo per la comune stanchezza che si prova a fine lezione, mentre alcuni hanno indicato la parte a metà della lezione come la parte più noiosa in quanto l'insegnante era più energica a inizio lezione. Dopodiché, un'attività finale (e.g., fare un riassunto) faceva calare i livelli di noia avvertiti a metà lezione.
Secondo un altro studio di Kruk (2021), gli studenti universitari erano meno annoiati durante il primo quarto d'ora di lezione di lingua straniera ed erano più annoiati verso gli ultimi minuti, su un totale di 75 minuti di lezione. La ricerca mostra anche come i livelli di FLB fluttui durante l'ora, per cui in generale può aumentare, diminuire o restare stabile in base alle attività svolte. Gli aumenti e diminuzioni di FLB lungo i minuti sono rappresentabili in un grafico cartesiano con due assi (noia e tempo). Le attività che, durante una singola lezione, facevano impennare verso l'alto il livello di FLB erano:
- le letture in classe accompagnate da un esercizio di comprensione del testo (le letture erano considerate attività poco creative, i testi erano troppo lunghi e l'esercizio di comprensione finale era monotono e difficile; in un'altra classe, il contenuto di una lettura era noioso)[8]
- i task di produzione orale (le conversazioni erano ritenute artificiali, i topic di cui parlare erano imposti dall'alto dal docente e tali attività erano poco presenti; in un'altra classe, il task era svolto in coppia e uno studente intervistato ha spiegato che questi esercizi sono più coinvolgenti se svolti con l'intera classe)[8]
- un esercizio di ascolto (in un caso, è stata fatta ascoltare un'intervista troppo lunga e noiosa; in un altro caso, il topic dell'ascolto era noioso)[8]
- esercizi di grammatica (erano troppo facili)[8]
- stare seduti tutto il tempo (uno studente intervistato si è lamentato che 75 minuti di lezione erano eccessivi, per cui dopo 50 minuti ha iniziato ad annoiarsi; lo studente ha esplicitamente menzionato il fatto di stare seduto tutto il tempo)[8]
- in generale, esercizi monotoni oltre che troppo semplici (il livello di difficoltà è identico agli esercizi di scuola superiore e senza differenze nello svolgimento), l'assenza totale di esercizi di produzione orale (anche solo in coppia) e eccessivo affidamento sul libro di testo[8]
- rumore di fondo di parte della classe (il rumore di fondo distrae e fa perdere la concentrazione, per cui serve tempo per recuperarla)[8]

Secondo un altro studio ancora di Kruk (2022), il momento dell'anno in cui gli studenti specificatamente universitari provano più FLB è il fine semestre, mentre il momento in cui provano meno FLB è a inizio semestre. Kruk ha interpretato questi risultati come il fatto che gli studenti a inizio semestre hanno una sensazione e un'aspettativa di novità che possono essere disattese; nello stesso studio, si cita comunque tra le cause della FLB il carico di lavoro, che nel periodo pre-esami (come raccontato dagli studenti intervistati) aumenta insieme alla stanchezza.

### Modelli di spiegazione della FLB
In generale, le cause relative ai task troppo monotoni, non stimolanti o che non rappresentano una sfida (e.g., perché troppo semplici) fanno capo al modello della sotto-stimolazione (under-stimulation model) di Larson e Richards, che è un modello che spiega la noia come fenomeno generale e che è declinabile anche in contesto di apprendimento delle lingue straniere a scuola. Anche il fatto di non avere motivi stimolanti per apprendere una lingua straniera rientra nel modello della sotto-stimolazione.
In alternativa, il modello dello sforzo forzato (forced-effort model) di Hill e Perkins spiega la noia come la conseguenza della frustrazione di essere obbligato a svolgere dei task monotoni e non come il fatto che il task in sé è sotto-stimolante.
Tuttavia, esistono molte altre teorie che in psicologia provano a spiegare il fenomeno della noia (e.g., control-value theory of achievement emotions, attentional theory of boredom proneness, emotion theory, menton theory of boredom).
In particolare, la teoria attenzionale spiega come la noia derivi dall'incapacità del soggetto di regolare la propria attenzione, mentre la teoria controllo-valore spiega che la noia deriva dalla percezione di sé di non riuscire a prendere il controllo di un task da svolgere e dallo scarso valore attribuito al task. L'emotion theory invece spiega che la noia deriva da problemi a conoscere e comunicare i propri sentimenti, cioè dall'alessitimia.
Un'altra teoria, la teoria dei mentoni di Davies e Fortney, suddivide l'energia mentale in delle parti minime analoghe alle particelle quantistiche, i mentoni; qualora l'energia mentale sia sottoutilizzata o sovrautilizzata data la difficoltà scarsa o eccessiva di un task, si innesca la noia, per cui un livello ottimale di utilizzo dell'energia mentale permette di evitare la noia.
Infine, la teoria del flusso (flow theory) spiega che la noia si innesca come risposta a un'emozione negativa causata a sua volta dallo sbilanciamento percepito tra la difficoltà di un task e le proprie abilità.

## Sintomi
I sintomi della FLB sono simili a quelli della noia e apatia verso lo studio in generale, ma sono rivolti specificatamente alle lingue straniere. Siccome la noia non porta a molti problemi disciplinari (anche in classe) rispetto a emozioni come la rabbia, è definibile come un'emozione silenziosa ("silent emotion"), per cui può essere potenzialmente più difficile da individuare. I sintomi fisici e psicologici dunque sono:
- mancanza di interesse, dunque bassa attivazione cognitiva,[1] sensazione di insensatezza e di mancanza di scopo[11]
- tendenza a distrarsi[1] per esempio mettendosi a parlare con i compagni, a giocare con il telefono, a leggere altro (e.g., materiali di altre lezioni o lezioni più avanti nel libro di testo), a disegnare scarabocchi, a sognare a occhi aperti[2] e a scrivere una lista delle cose da fare.[9] I vuoti di memoria sono un'ulteriore conseguenza della distrazione[6] e al contempo un sintomo di distrazione proveniente in tal caso dalla FLB
- sonnolenza/letargia (sleepiness), dunque bassa eccitazione fisica (low physical arousal)[1] visibile anche nell'atteggiamento non verbale
- sensazione di passività[11]
- stanchezza[1]
- sbadigli[3][11]
- voglia che la lezione finisca il prima possibile[6][11] e/o sensazione generica di volere scappare ("escape, withdraw")[11]
- sensazione che il tempo scorra lentamente[11] o che le lezioni durino per sempre.[4] Questa sensazione di stasi o di scorrere lento del tempo comunque è una falsa percezione[7]
- guardare per noia l'orologio[2][3]
- giocare con oggetti come la penna o matita[3]
- fare finta di prendere appunti[2]
- fare finta di essere interessati per esempio annuendo intenzionalmente[2]
- sensazione di vuoto e di tabula rasa ("blankness")[11]
- mancanza di volontà di comunicare (Willingness to Communicate, WTC) in lingua straniera a lezione, dunque il silenzio.[1] Secondo uno studio di Bai Shuxia su un gruppo di studenti cinesi di lingua inglese, la noia verso le lingue straniere ha un effetto deleterio più forte sulla volontà di comunicare rispetto all'ansia verso le lingue straniere.[1]

In uno studio di Bai Shuxia, si evidenzia inoltre come gli studenti cinesi, nel momento in cui devono fare l'esame di ammissione alla scuola superiore per l'indirizzo musicale, educazione fisica e Belle Arti, sono annoiati e demotivati a studiare l'inglese in quanto l'esame di ammissione ha dei requisiti più bassi per la lingua inglese. Infatti, nei curricula di questi indirizzi la lingua inglese viene ritenuta una materia secondaria. Gli studenti dunque si attivano maggiormente per studiare le materie primarie e dedicano meno tempo e sforzi alla lingua inglese.
La noia verso le lingue straniere è un'emozione silenziosa in quanto non solo è più difficile da identificare, ma anche perché i discenti possono tentare di nasconderla. Secondo Kruk e Zawodniak (2018), il 60% degli studenti universitari intervistati provava a nascondere la FLB per non offendere i docenti. Come strategia per camuffare la FLA, gli studenti facevano finta di prendere appunti o di ascoltare e provare interesse per esempio annuendo intenzionalmente. Gli studenti evitavano poi il contatto oculare con i docenti, ragion per cui la mancanza di contatto oculare in tal caso non deriva dall'ansia verso le lingue straniere (FLA). Gli studenti che non nascondevano la FLB non la nascondevano siccome nascondere questa emozione è un atteggiamento contro la loro natura. Tutti gli studenti comunque non nascondono la FLB quando parlano tra loro, per cui si raccontano tra loro quali lezioni sono interessanti e quali sono noiose. Gli studenti, mentre avvertivano la FLB in classe, non hanno mai provato ad applicare autonomamente delle strategie per mitigarla: per esempio, dopo avere finito un esercizio considerato noioso perché il tempo dato a disposizione era eccessivo, non si sono messi a cercare le parole sconosciute in inglese con un dizionario online. In casi simili, gli studenti si sono limitati a stare seduti per tutto il tempo senza fare niente.
Secondo uno studio di Kruk e Zawodniak (2020), la LFB tra L2 e L3 è pressoché identica. Nel loro studio, gli autori hanno intervistato degli apprendenti di inglese come lingua seconda e di tedesco come lingua terza ed è emerso che i livelli di FLB erano quasi identici tra le due lingue, con una lieve impennata in inglese (L2). Anche questo studio ha confermato che le maggiori cause della noia erano l'atteggiamento spento del docente, l'uso ripetitivo degli stessi strumenti di insegnamento e argomenti non interessanti secondo i discenti.

## La FLLBS come scala di misurazione
Nella letteratura scientifica, è stato sviluppato una scala per rilevare nei discenti la presenza della FLB. Il test si chiama "Foreign Language Learning Boredom Scale" (FLLB, 外语学习无聊量表) e il nome riprende quello del test per rilevare l'ansia verso le lingue straniere, la "Foreign Language Classroom Anxiety Scale" (FLCAS) sviluppata da Horwitz e Cope nel 1986. La scala è stata creata da Li Chengchen, Jean-Marc Dewaele e Hu Yanhong nel 2021 ed è basata su uno studio di apprendenti cinesi di lingua inglese. I questionari consegnati agli studenti e le interviste con i docenti di inglese hanno dunque generato una scala che però non è ancora stata trasformata in un test vero e proprio, per cui la scala funge da punto di partenza per la futura ricerca.
La scala riferita alla lingua inglese, a cui si può aggiungere una scala di Likert (come per la FLCAS) e una generalizzazione a una qualunque altra lingua se si vuole provare a trasformare in un test vero e proprio, è composta dunque da 32 elementi.

### FLLBS (versione in cinese e inglese)
La versione originale in cinese moderno standard (putonghua) e inglese è la seguente:
1. 英语课没什么意思。The English class bores me.
2. 上英语课我容易犯困。I start yawning in English class because I am so bored.
3. 上英语课我容易发呆。My mind begins to wander in the English class.
4. 英语课上我人在教室，思想却在神游。I am only physically in the classroom, while my mind is wandering outside the English class
5. 上英语课我很难集中注意力。It is difﬁcult for me to concentrate in the English class.
6. 英语课上时间过得好慢。Time is dragging on in English class.
7. 英语课上我经常有听不下去的感 觉。 I get restless and cannot wait for the English class to end.
8. 英语课上我总是想办法打发时间。I always think about what else I might be doing to kill the time rather than sitting in this English class
9. 我觉得长（英语）课文分析真的太枯燥了。I believe an analysis of long text in English is really dreary.
10. 跟读（英语）课文好枯燥乏味。It is really boring to repeat the (English) text after the modeling audio.
11. 太多类似的（英语）练习好没意思。So many similar types of (English) exercises make me lose interest.
12. 对同一话题，太多重复的（英语）练习会让我很烦。So much practice on a same (English-related) subject matter makes me restless.
13. 同一（英语）练习或内容持续时间太久，我觉得没意思。The (English-related) exercise or a subject matter lasts too long, and I feel bored.
14. 相比全是文字的PPT，我觉得有其他多媒体资源会有意思些。It would have been more interested if other multimedia resources were utilized in class rather than PPT slides loaded with text.
15. 全是文字没有互动的PPT 让我很乏味。PPT slides ﬁlled up with solely script but without interactions make me bored.
16. 读PPT”让我觉得很无聊。Reading from script in the PPT slides bores me
17. 想到英语作业就很烦躁。Just thinking of my English homework [to be done] makes me feel bored.
18. 英语作业太多了，我好烦。I get bored of too much English homework [to be done].
19. 英语作业太难了，我不想做。English homework is over-challenging and I don’t want to do it.
20. 写英语作业是好枯燥的事情。Doing English homework is a dull activity.
21. 英语老师不是我喜欢的那种类型（语音、语调或相貌），所以我对英语课也不是很感兴趣。I am not interested in English class because the English teacher is not likable (e. g., tone, pitch or facial appearance).
22. 英语老师比较无趣，所以课堂比较沉闷。The English teacher is an uninteresting, so the English class is dull.
23. 我真的不想听英语老师花很长的时间发表自己的个人感慨。I really dislike the English teacher spending so much time making personal comments [irrelevant to the class].
24. 英语老师花很长时间讲与教学内容无关的事情，我觉得好厌烦。I feel agitated because the English teacher spends too much time saying things that are irrelevant to the teaching material.
25. 学习的时候，我总是感到无聊。I am always bored when I study.
26. 我就是对学习不太感兴趣的人。I am somebody who is not interested in study.
27. 学习（不仅仅英语学习）是一件无聊的事情。Not only learning English, studying is dull in general.
28. 其他科目和英语一样无聊。Other subjects are similarly boring and dull like English.
29. 我学习所有科目只是因为我不得不学。I am forced to learn all the subjects including English.
30. 英语老师不是很重视的环节，我也会觉得无所谓。I do not care about teaching and learning activities that the English teacher does not value.
31. 英语老师不想讲的时候，我也不想听。When the English teacher seems unmotivated to teach, I lose my motivation to listen to him/her as well.
32. 听不懂同伴的口语展示时，我会觉得很无聊。If I cannot understand classmates' presentations, I become really bored.

### FLLBS (traduzione in italiano)
1. Le lezioni di inglese di annoiano.
2. Inizio a sbadigliare durante la lezione di inglese perché sono così annoiato.
3. La mia mente inizia a vagare durante la lezione di inglese.
4. Sono solo fisicamente presente in aula, mentre la mia mente vaga fuori dalla lezione di inglese.
5. È difficile per me concentrarmi durante la lezione di inglese.
6. Il tempo scorre lentamente durante la lezione di inglese.
7. Mi agito e non vedo l'ora che la lezione di inglese finisca.
8. Penso sempre a che altro potrei fare per ingannare il tempo invece che stare seduto in questa lezione di inglese.
9. Credo che l'analisi di un lungo testo in inglese sia noiosa.
10. È veramente noioso ripetere il testo (in inglese) dopo avere sentito l'audio.
11. Così tanti tipi di esercizi (di inglese) simili mi fanno perdere l'interesse.
12. Così tanta pratica sullo stesso argomento (in inglese) mi rende irrequieto.
13. L'esercizio o argomento (di inglese) dura troppo a lungo e mi sento annoiato.
14. Sarebbe stato più interessante se si utilizzassero altre risorse multimediali in classe invece che slide PowerPoint cariche di testo.
15. Le slide PowerPoint riempite solamente di testo e senza interazioni mi annoiano.
16. Leggere dal testo nelle slide PowerPoint mi annoia.
17. Anche solo pensare al mio compito in inglese <da svolgere> mi annoia.
18. Mi annoio se ci sono troppi compiti di inglese <da svolgere>.
19. Il compito di inglese è difficile e non voglio farlo.
20. Fare i compiti di inglese è un'attività noiosa.
21. Non mi interessa la lezione di inglese perché il/la docente di inglese non è gradevole (e.g., tono, tono di voce e parvenza facciale).
22. Il/la docente di inglese è noioso/a, quindi la lezione di inglese è noiosa.
23. Non mi piace il/la docente di inglese che spende così tanto tempo a fare commenti personali [irrilevanti con la lezione].
24. Mi sento agitato perché il/la docente di inglese spende troppo tempo a dire cose che sono irrilevanti con il materiale didattico.
25. Sono sempre annoiato quando studio.
26. Sono una persona che non è interessata a studiare.
27. Non solo imparare l'inglese, studiare in generale è noioso.
28. Altre materie sono noiose e insipide come l'inglese.
29. Sono forzato a imparare tutte le materie incluso l'inglese.
30. Non mi importa degli insegnamenti e delle attività di apprendimento verso cui il/la docente di inglese non ha stima.
31. Quando il/la docente di inglese sembra demotivato/a a insegnare, perdo la mia motivazione di ascoltarlo/a.
32. Se non capisco le presentazioni dei miei compagni, divento veramente annoiato.

## Strategie di mitigazione
Al 2024 non ci sono studi scientifici interamente centrati sull'individuazione di strategie di mitigazione della FLB.
Tuttavia, Kruk e Zawodniak (2018) nel loro studio in cui gli studenti universitari che studiano inglese sono stati intervistati, parlano di alcune strategie di mitigazione da parte degli studenti. Tali strategie sono state applicate quando la FLB veniva avvertita durante lo studio in casa (in cui comunque i livelli di FLB sono più bassi rispetto ai livelli in classe), ma non venivano applicate quando la noia era avvertita in classe. Esse sono:
- prendersi piccole pause durante lo studio in casa[2]
- smettere di studiare un topic e passare a un altro[2]
- usare una varietà di risorse e metodi/approcci per studiare autonomamente (uno studente le cercava attivamente in internet o sulle app)[2]

Gli studenti universitari di lingua inglese che non provavano FLB in casa avevano l'abitudine di pianificare il proprio studio individuale, per cui per esempio decidevano i propri ritmi, che topic studiare e con che materiali e attività.
Kruk e Zawodniak consigliano in un loro studio (2018) di sviluppare la capacità metacognitiva dei discenti, ovvero la loro capacità di ragionare su come ragionano. Per esempio, la capacità metacognitiva si può sviluppare insegnando loro il corpus di conoscenze sulla FLB (cos'è, cause, sintomi e soluzioni) oltre che sulla FLA, su come avviene l'acquisizione linguistica e sulle basi di glottodidattica.
Kruk, in quattro suoi studi (2016; 2021a; 2021b; 2022), indica altre strategie da usare in classe per portare la FLB a livelli gestibili:
- il docente deve anche fungere da motivatore della classe[3]
- il docente deve conoscere i bisogni e desideri della classe per tararvi i contenuti didattici[3][4][10] come tipologia e topic anche a seguito di contrattazione con i discenti
- il docente deve chiedere se le attività che sta già facendo sono interessanti o noiose[4]
- il docente deve diversificare i materiali didattici,[3] le attività e i topic trattati[4]
- il docente deve fare scegliere ai discenti esercizi che si adattano al proprio livello di competenza linguistica[10] e preparare in modo adeguato i discenti prima di assegnargli un task di maggiore difficoltà.[4] Dopodiché, deve spronare i discenti a cercarsi da soli attività da svolgere.[3] Quest'ultima strategia comunque parte dal presupposto che i discenti siano già autonomi in quest'attività di ricerca
- il docente deve dare esercizi stimolanti in classe, per cui gli studenti da passivi sono resi attivi e per cui interagiscono con il docente e tra loro, come ad esempio i brainstorming, dibattiti, role-play e la dittoglossa (dictogloss),[10] ovvero un'attività in cui il docente legge una o più volte un testo in lingua straniera ad alta voce su cui gli studenti prendono appunti per poi scrivere un riassunto in gruppo (avendo cura che il livello di difficoltà di grammatica, lessico, lunghezza, velocità e livello di gestualità e uso delle pause siano adatti al livello dei discenti, avendo cura che l'argomento sia interessante e avendo cura di dare il feedback esaustivo). Inoltre, il docente, stimolando interazioni e dibattiti, al contempo non deve sforzarsi di dominare in classe, per cui parla solo lui e non interagisce o lascia interagire i discenti[4]
- il docente deve mostrare passione in classe e passarla agli studenti;[4][10] per esempio, usare un tono di voce non monotono è una potenziale strategia che fa perno sul proprio atteggiamento non verbale
- il docente non deve fare affidamento solo e unicamente al libro di testo in programma, per cui può usare altre risorse reperibili ad esempio in internet[8]
- il docente, all'interno della lezione, deve ordinare le varie attività dalle più facili alle più difficili, qualora il livello di difficoltà sia disuguale[8]
- il docente deve incoraggiare gli studenti a chiedere chiarimenti in caso di mancata comprensione di un task, siccome i task non compresi provocano noia[8]
- i discenti devono imparare a riflettere sulle proprie emozioni negative durante le lezioni di lingua straniera, inclusa la noia, per trovare già in autonomia delle soluzioni[10]

A partire dalle cause della FLB individuate dalla letteratura scientifica, comunque si possono intuire ulteriori strategie per riportare la FLB a un livello gestibile:
- elaborare di contenuti collegati alla vita reale e a ciò che motiva i discenti
- diversificare le attività in classe (oltre alle risorse usate per insegnare)
- assegnare un tempo congruo per ogni task da svolgere o per ogni argomento grammaticale da trattare
- accordarsi tra diversi docenti dello stesso corso per fare attività diverse
- dare sempre un feedback esaustivo ai discenti
- programmare le lezioni di lingua in un orario che non provoca stanchezza e/o noia
- portare a livelli gestibili un'eventuale ansia verso le lingue straniere (FLA) attraverso le sue strategie di mitigazione.

Quanto all'approccio migliore per risolvere il "male necessario" dello studio della grammatica ("utile ma noiosa"), Jean e Simard (2011) non si sbilanciano in una scelta tra un metodo didattico particolare (e.g., apprendimento/approccio formalista VS acquisizione/approccio naturale), ma si limitano a dare i seguenti consigli:
- scegliere un approccio che "fa molto più di insegnare grammatica", alludendo a un misto dei due approcci (apprendimento e acquisizione)[13]
- studiare/spiegare grammatica solo laddove è ritenuto necessario per evitare lunghe sessioni di studio che innescano in primis la noia nei discenti[13]
- spiegare agli studenti come mai si sta spiegando un punto grammaticale (i.e., come mai si ritiene importante) e perché gli studenti dovrebbero studiarlo
- rendere le frasi delle spiegazioni e degli esercizi di punti grammaticali realistiche, naturali e spendibili[13]
- rendere l'insegnamento della grammatica (laddove necessario) divertente attraverso strategie di gamification[13]
- in contesto scolastico, non presentare le regole grammaticali come delle norme inflessibili a cui si affiancano lunghe liste di eccezioni da imparare a memoria. Con questo approccio, ogni errore porta a frustrazione e potenzialmente a noia verso la lingua straniera: infatti i parlanti nativi stessi tendono a infrangere le regole per esempio in contesto colloquiale e/o informale, in cui la forma viene meno curata. Le regole, se viene studiata la grammatica, sono solo un facilitatore e sono nient'altro che regole negoziate e talvolta violate: non sono un'imposizione o uno strumento di stress.[13]

Altre strategie derivano dagli studi di psicologia positiva sul flusso nell'acquisizione delle lingue straniere.
Queste strategie sono potenzialmente applicabili anche alle classi in DAD (Didattica a Distanza); la FLB può manifestarsi anche durante le lezioni di lingua straniera in eLearning.